# 横浜新都市センター
横浜新都市センター株式会社（よこはましんとしセンター、英文社名Yokohama shintoshi center corporation.）は、そごう横浜店が入居する「横浜新都市ビル」及び横浜駅東口バスターミナル、横浜駅東口地下街「横浜ポルタ」、横浜駅東口地下駐車場を管理する第三セクター企業である。

## 概要

### 横浜駅前振興による開発の頓挫
1960年代の横浜駅東口は、3代目横浜駅の開業当初からの表玄関であったことから権利関係が複雑な土地や公有地が多く、自然発生的な再開発が期待できなかった。その一方、西口は1950年代から相模鉄道によって開発が進められ、1960年代には一大繁華街として発展しており、東口は見劣りするようになっていた。そこで民間企業の横浜駅前振興株式会社（現 株式会社横浜スカイビル）によって、横浜駅東口の出島地区・東口地下街の開発が開始された。1968年（昭和43年）3月には初代スカイビルの落成、1967年（昭和42年）7月にはスカイプールの開業にこぎつけたものの業績が伸び悩み、また横浜市警察庁舎跡地（現 横浜スカイビル）・横浜市営バス西営業所跡地（のちのスカイプール用地、現 横浜新都市ビル）の払い下げ価格が予想以上に嵩んだり、横浜市長が革新派の飛鳥田一雄に交代したことよる横浜駅東口総合計画の見直しなどの影響もあり、出島地区の北側・東口地下街の開発が困難になってしまった。

### 横浜駅東口開発公社の設立と地下街の開発
そこで1971年（昭和46年）6月に横浜市全員協議会が「横浜駅東口総合計画」を策定し、横浜市の主導で横浜駅東口の開発が開始されることになった。10月には財団法人横浜駅東口開発公社が第三セクターで設立され、横浜駅東口開発公社が東口駅前広場・周辺道路・横浜ポルタ・横浜駅東口地下駐車場・出島地区（みなとみらい地区の68街区）・横浜駅東口バスターミナルの建設・運営を行うことになった。しかし、設立の1か月後に理事長の内山岩太郎（元 神奈川県知事）が死去したことによる内部体制の不備や、第三セクターという形態による出資者の当事者意識の不足。また財団法人という形態をとったため資本金1億円では資金が不足し、首都高速神奈川1号横羽線の建設決定による設計変更・第1次オイルショックの狂乱物価による建設費の高騰などの影響も加わり、出島地区の開発が困難になってしまった。
なお、公社の設立当初は出島地区との一体開発により収益を上げる前提にしていた。そのため1980年（昭和55年）11月7日完成の地下街横浜ポルタ・横浜駅東口地下駐車場の運営だけでは事業の採算が取れず、公社の赤字が膨らみつづけたため、1988年（昭和63年）3月31日に解散。公社の事業は出島地区の開発・運営を行っている横浜新都市センターが継承し、元の計画に立ち返る形になった。

### 横浜新都市センターの設立と出島地区の開発
横浜駅東口開発公社の赤字が膨らんでこれ以上の開発が難しくなり、また市長が細郷道一（元 横浜駅東口開発公社理事長）に交代したこともあって、1978年（昭和53年）8月に横浜市全員協議会により「横浜駅東口総合計画」が変更され、出島地区の開発は民間にゆだねられることになった。1980年（昭和55年）12月に第三セクターで横浜新都市センター株式会社（資本金30億円）が設立され、京浜急行電鉄社長の片桐典徳を社長に迎え、当社が横浜新都心ビル・横浜駅東口バスターミナルの建設・運営を行うことになった。なお、1981年（昭和56年）7月に横浜市が「横浜市臨海部総合整備計画（みなとみらい21計画）」を発表し、出島地区の開発が正式に組み込まれることになった。
横浜駅東口開発公社の大失敗の反省から資金対策は手厚く、設立当初から資本金30億円が用意され、その後の増資も計画されており、また資本金にはできるだけ手を付けない方針で経営していた。また経営感覚をもたせるために社長は民間企業出身者とし、民間からの出向者の給与・役員報酬は出向元の負担とした。その後、経営が安定するようになってからは給与・役員報酬が払われるようになったが、社長に限っては無報酬で務めるという伝統が現在も続いている。
出島地区の県有地に建てられていた横浜新興倶楽部については、建物を所有していた神奈川県匡済会との立ち退き交渉が難航し、1984年（昭和59年）3月には事前の合意を覆して神奈川県匡済会が「土地明け渡しを求める不動産仮処分」を裁判所に申請。控訴棄却を経て、8月17日には本訴に至ったが、1987年（昭和62年）8月12日に和解が成立し、立ち退きが完了。また横浜スカイビルの大株主の交代（ジャパンライン→三菱地所）による所有地（スカイプール）売却交渉の白紙撤回と、横浜スカイビルが単独でのビル建設を主張して当社と対立するなどの問題もあったが、1983年（昭和58年）9月1日に出島地区の土地の所有割合（横浜新都市センター64.4%、横浜スカイビル35.6%）に応じて横浜スカイビルが横浜新都市センターに出資することと、横浜新都市ビルを横浜スカイビルと共同建築・共同所有とすることを条件に、土地を借り受けることで和解した。
1983年（昭和58年）10月8日には横浜新都市ビルの起工式が行われ、11月には「横浜市臨海部総合整備計画（みなとみらい21計画）」も開始された。1985年（昭和60年）9月26日に竣工し、9月30日に開業した。開業後の経営は順調で、開業直後の1985年（昭和60年）度・1986年（昭和61年）度は一時的に当期純利益がマイナスになり、1989年（平成元年）度には解散した横浜駅東口開発公社の事業・債務を引き継いだため一時的に赤字になったものの、それ以降は安定して堅実な経営を続けている。

## 沿革
- 1956年頃 - 横浜駅前復興促進会により、ワールドセンター構想が発表される。
- 1961年 - 東口対策審議会により、横浜駅東口の開発計画が立案される。
- 1965年 - 横浜市により戦後復興のための「横浜市総合開発計画」が策定され、その中で横浜駅東口の開発も盛り込まれる。
- 1967年7月 - 横浜駅前振興株式会社により、スカイプールが開業。
- 1968年3月 - 横浜駅前振興株式会社により、横浜スカイビルが開業。
- 1971年
  - 6月 - 横浜市全員協議会により「横浜駅東口総合計画」を発表。
  - 10月 - 財団法人横浜駅東口開発公社を設立（資本金1億円）。
- 1973年12月 - 横浜駅東口開発公社が横浜駅東口の開発に着手。
- 1978年8月 - 横浜市全員協議会により「横浜駅東口総合計画」の変更が発表され、出島地区の開発は民間にゆだねることを決定。
- 1980年
  - 7月 - 横浜新都市センター株式会社設立準備委員会が発足。
  - 11月7日 - 国鉄（現：JR東日本）により、4代目横浜駅東口駅舎横浜ターミナルビル（ルミネ横浜店）・横浜駅東西自由通路（現 中央通路）が、横浜駅東口開発公社により横浜ポルタが営業開始。
  - 12月20日 - 横浜新都市センター株式会社を設立（資本金30億円、本社：横浜市西区岡野町）。
- 1981年
  - 7月 - 横浜市により「横浜市臨海部総合整備計画（みなとみらい21計画）」が発表され、出島地区の開発が「横浜市臨海部総合整備計画」に組み込まれる。
  - 11月20日 - 横浜駅東口開発公社により、横浜新都市ビル地下2階のタクシープラザが完成。
- 1983年
  - 10月8日 - 横浜新都市ビルを起工。
  - 11月 - 横浜市により、みなとみらい21事業が着工。
- 1984年2月16日 - 横浜新都市サービス株式会社を設立。ビル清掃・飲食店経営・新都市ホールの運営などのサービス面を担当する子会社。
- 1985年
  - 8月31日 - ビル竣工準備のため、横浜新都市センターの資本金を51億円に増資。
  - 9月26日 - 横浜新都市ビルが竣工。
  - 9月30日 - 横浜新都市ビルが営業開始。横浜そごうが開店。
  - 10月 - 本社を横浜新都市ビル9階に移転。
- 1988年
  - 3月 - 横浜駅東口開発公社の継承準備のため、横浜新都市センターの資本金を72億円に増資。
  - 3月31日 - 横浜駅東口開発公社が解散。
  - 4月1日
    - 横浜駅東口開発公社より、横浜ポルタ・横浜駅東口地下駐車場などの事業を継承。
    - 本社を現在地（ヨコハマジャスト1号館3階）に移転。
- 2002年9月 - ポートサイド地区の横浜ベイクォーター方面に、かもめ歩道橋を設置。
- 2010年 - 横浜市の外郭団体から外れ、民間運営になる[17]。
- 2015年5月 - 京急本線横浜駅の副駅名称が「横浜駅（そごう・ポルタ前）」になる。

## 事業施設

### 横浜新都市ビル
そごう横浜店をキーテナントとする地上10階建て（高さ約55m）のビル。みなとみらい地区の68街区に該当し、横浜スカイビルと隣接している。当ビルの基本構想には総合プロデュースを担当していた浜野安宏とともに働いていた安藤忠雄が携わっており、横浜ベイクォーター側にある半円形のカーブは安藤の提案をもとに設計されたものである。この部分に非常階段が設置されている。
またメインテナントのそごうの提案により、3階から上の部分の外壁には磁器タイルの凹凸でカモメが描かれ、光の加減によってカモメが浮かび上がって見えるようになっている。
附置義務駐車場は、地下3階の「横浜駅東口地下駐車場」（認定は121台分）と、横浜ベイクォーター前の「そごうパーキング館」、横浜ベイクォーター駐車場。
出島地区は貯炭場や横浜新興倶楽部（旧 横浜社会館）があった埋め立て地でありお汁粉状の軟弱な地盤であったため、地盤改良のためにビルの高さよりも長い杭が多数打ち込まれている。なお当ビルの設計当初は、海側の地下に国鉄横浜線の新駅を設置する計画があったため、ポルタに直結する地下2階そごう正面入口前広場（新都市プラザ）の右側にエスカレーターと階段、その先に新駅予定地につながる連絡通路（現在は、はまみらいウォーク方面への連絡通路として転用）が用意されている。
1998年9月19日から1999年1月17日まで、10月に38年ぶりにリーグ優勝を遂げることになる横浜ベイスターズの人気にあやかり、新都市プラザに「ハマの大魔神」佐々木主浩投手（当時）の右腕を型取りした像をご神体にした神社「ハマの大魔神社」を設置した。全国からも観光客が訪れるほどの大盛況で、2度にわたって展示期間の延長を行った。その結果、東口全体で10億円以上の増収となった。

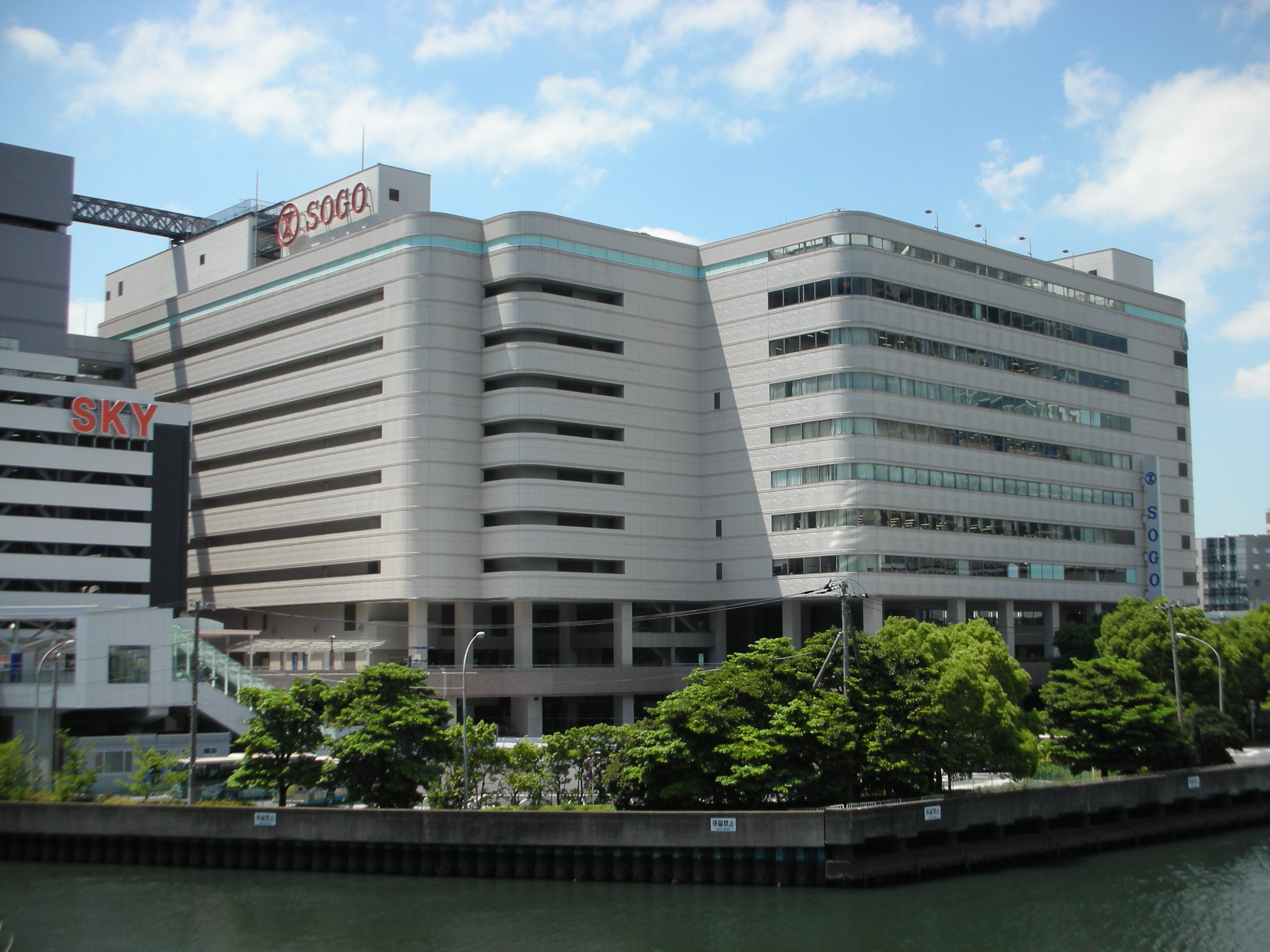
海側から見た横浜新都市ビル
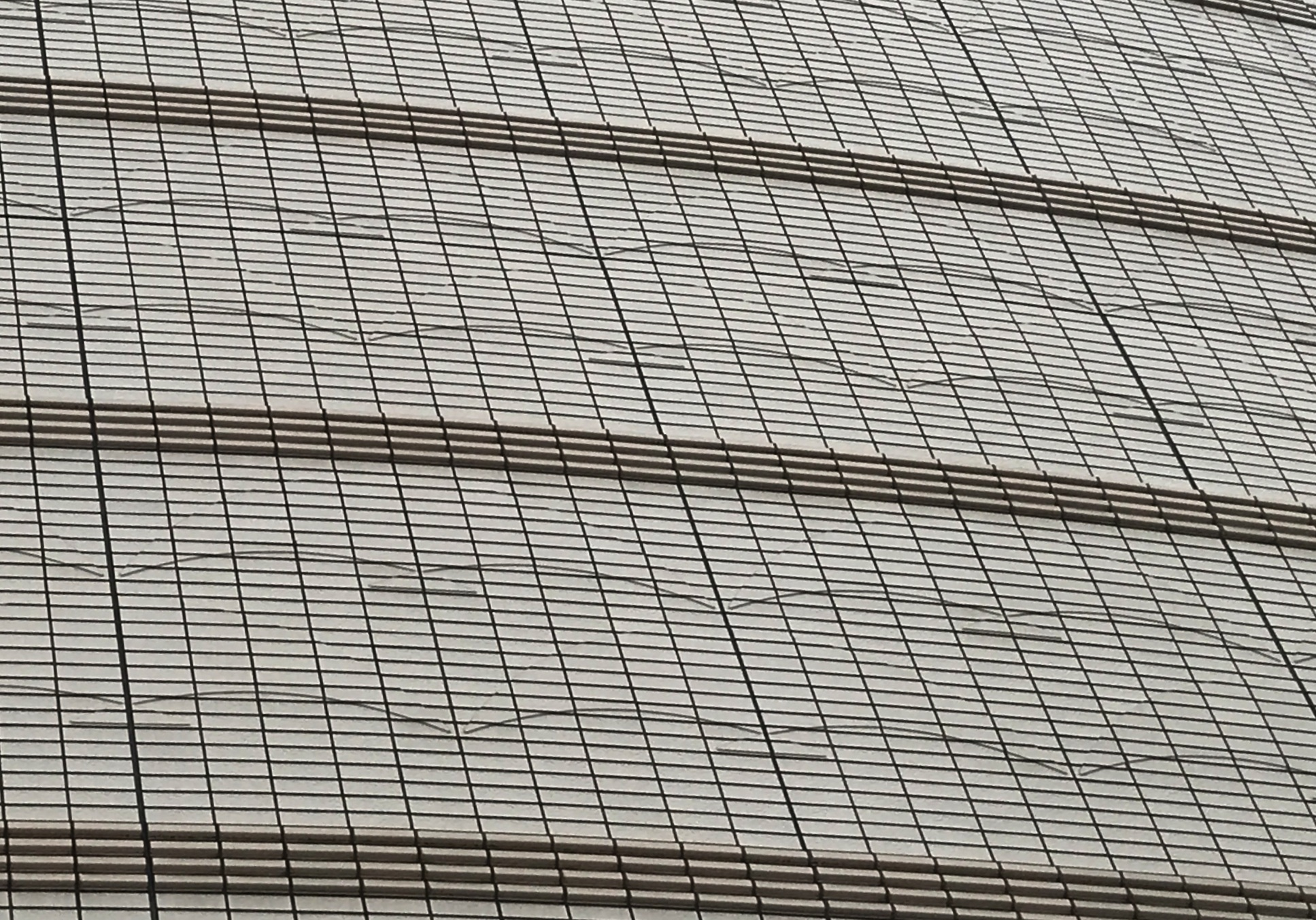
建物の外観の一部。タイル表面の凹凸でカモメが描かれている。
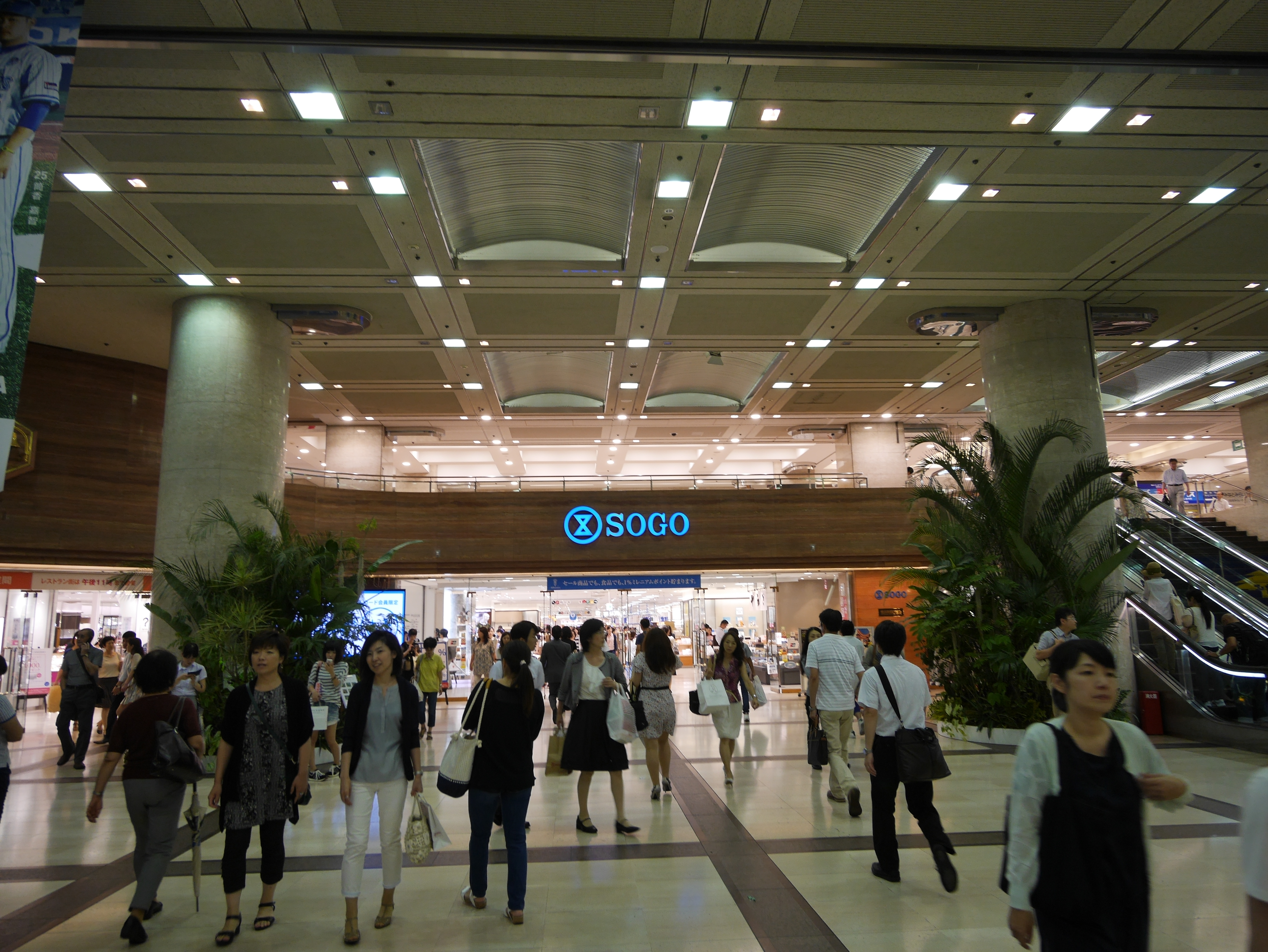
新都市プラザの正面。
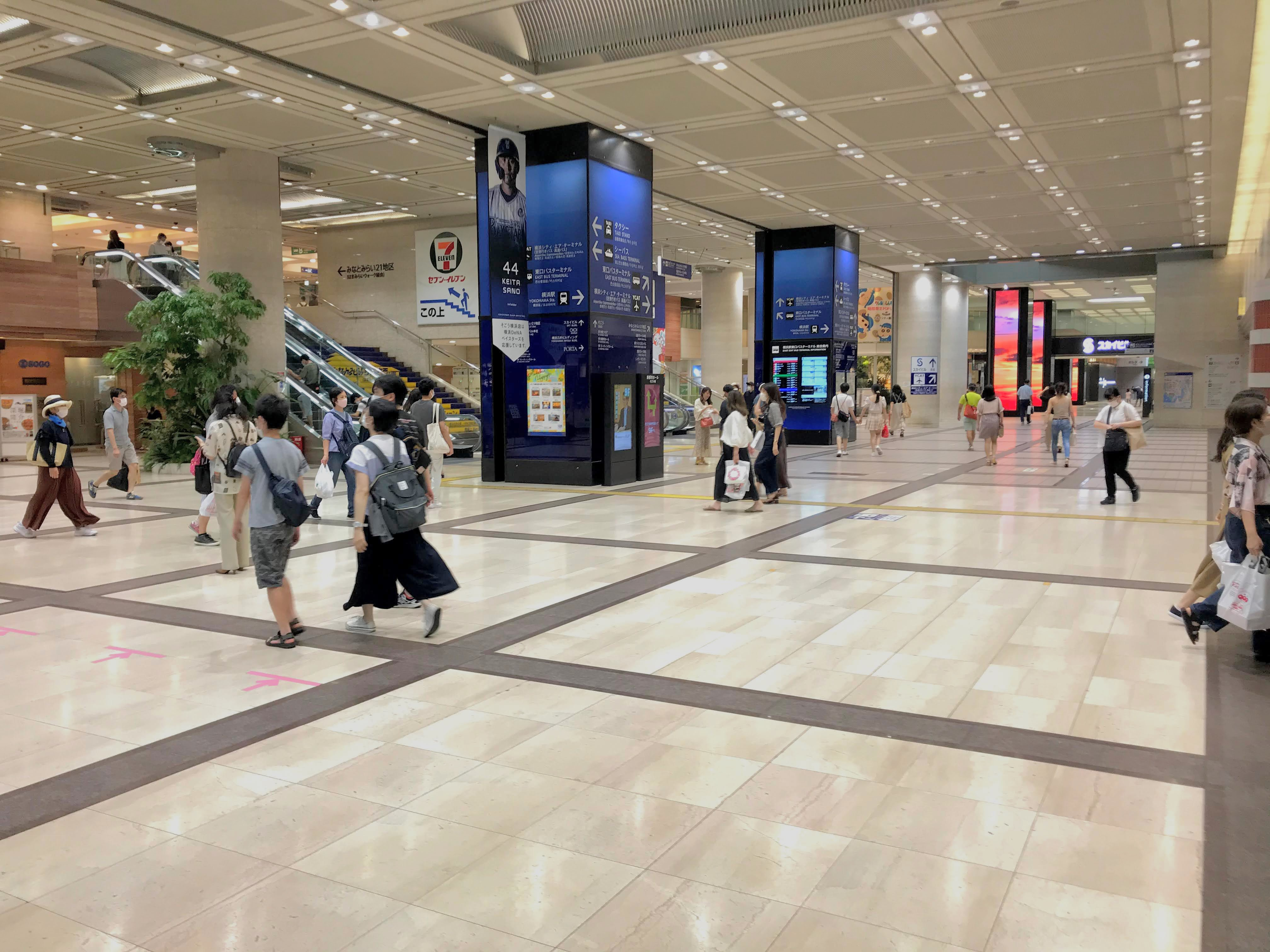
新都市プラザ。左はそごう横浜店正面入口、左上は横浜駅東口バスターミナル・新駅予定地への連絡通路方面、右奥は横浜スカイビル・横浜シティ・エア・ターミナル方面。
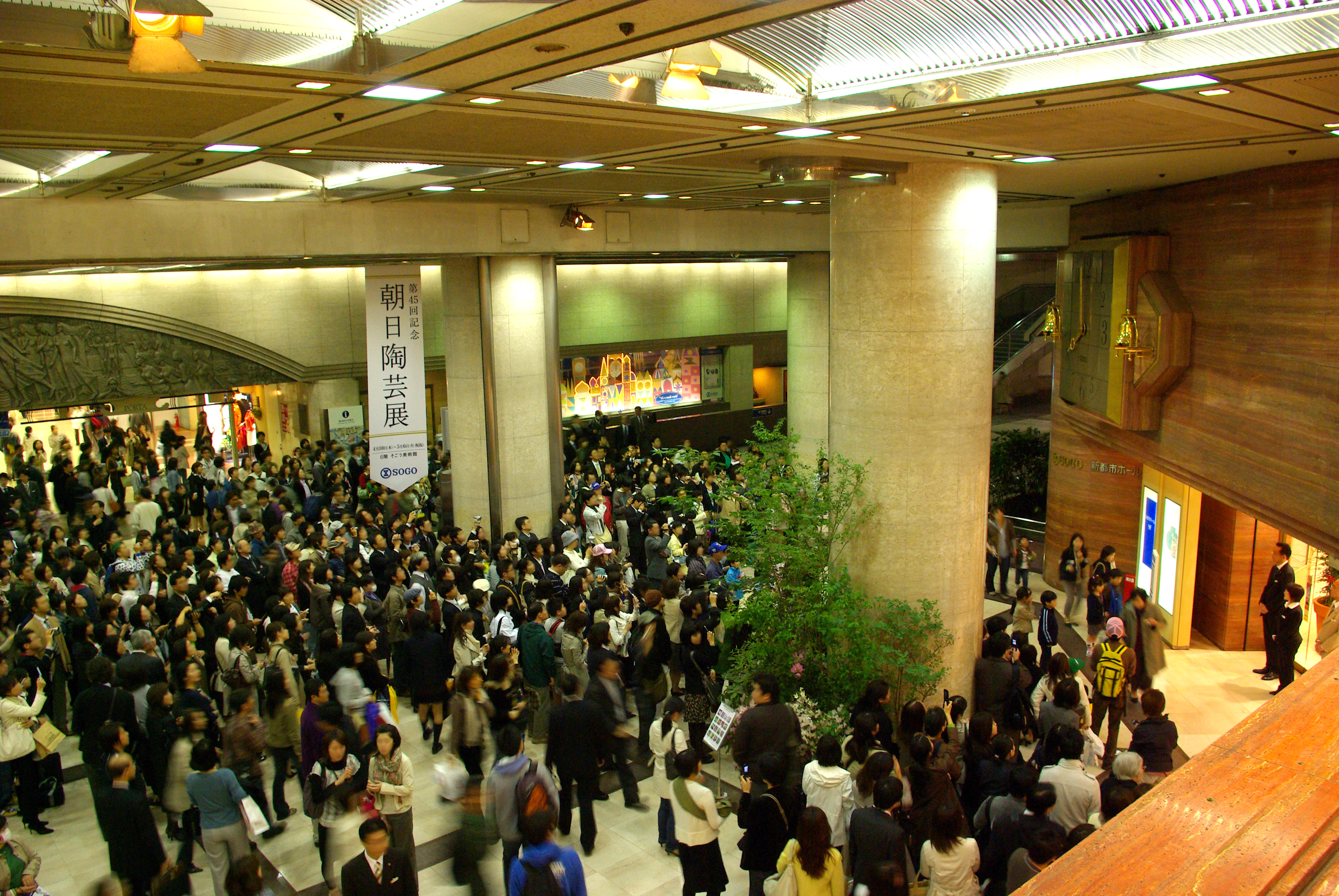
そごう横浜店正面入口に設置されていた「世界の人形時計」の公開最終日に、新都市プラザのに集まった人々。なお時計本体はからくりの運用終了後も引き続き「鐘の鳴る大時計」として運用されている。

#### 新都市ホール
横浜新都市ビル9階の市民フロアにある、平場の多目的ホール。またホール・楽屋とは別に、ミーティングルームが3室設置されている。講演会・説明会・進学就職イベント・コンサート・ファッションショー・上映会・展示会・バーゲンセール会場など、様々な目的で利用されている。

### 横浜駅東口地下駐車場
- 所在地：神奈川県横浜市西区高島二丁目18番1号　横浜新都市ビル地下3階、およびポルタ地下2階
- 開業：1980年11月7日
- 営業時間：6:00～24:00（年中無休）
- 収容台数：500台（横浜新都心ビル側 242台、ポルタ側 258台）[25]
- 出入口：ポルタ側（万里橋付近）・そごう側（スカイビル駐車場に隣接）
- 管理：横浜新都市サービス

### 横浜駅東口タクシープラザ
正式名称は横浜駅東口駅前第2交通広場。横浜駅きた東口から横浜新都市ビルの間、国道1号線の地下にあるタクシー乗り場。
横浜市が設置・管理する交通広場であり、横浜新都市ビルの施設ではない。乗降場所は横浜ポルタ側にある。

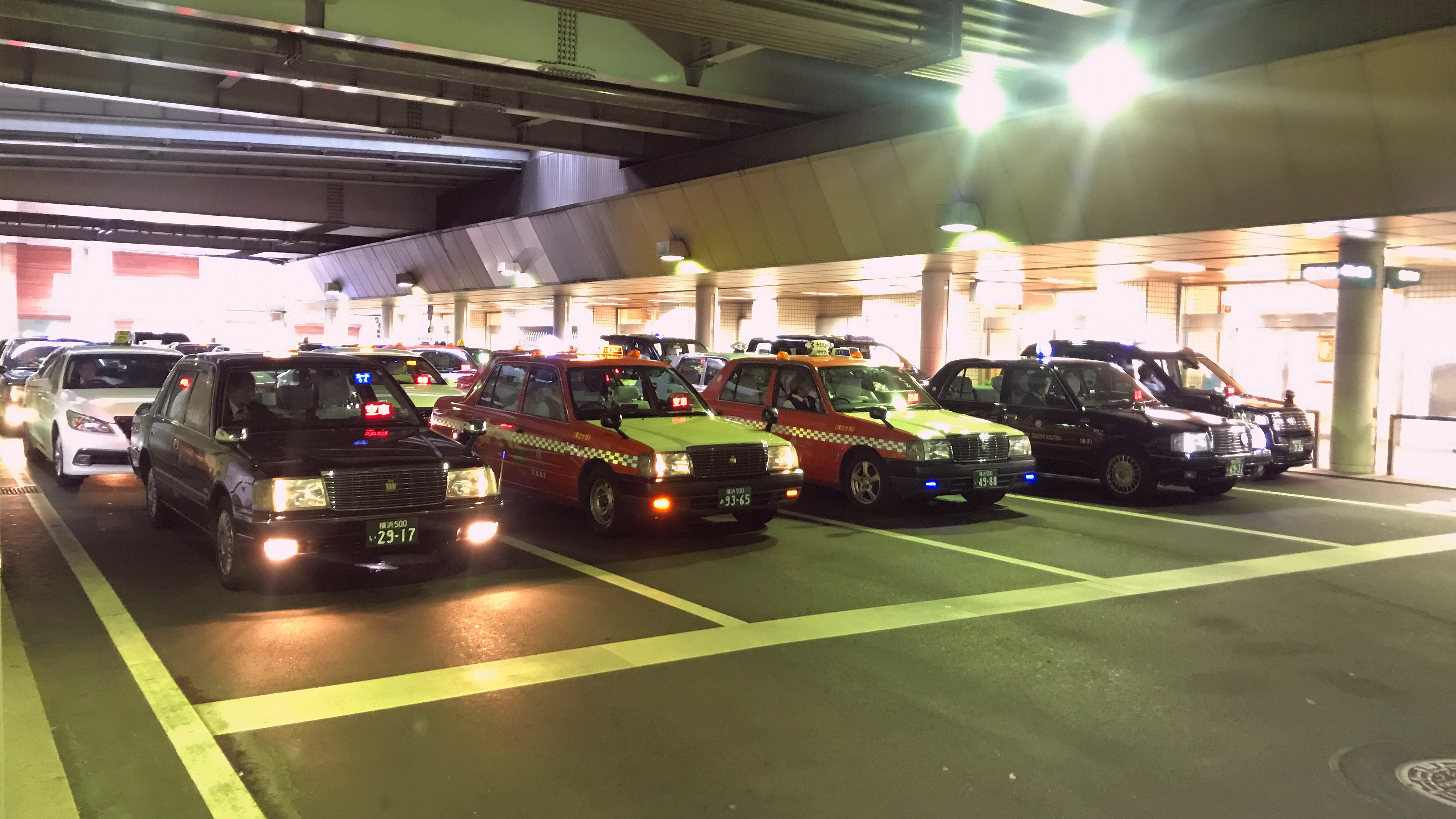
タクシープラザで待機するタクシー
右側が横浜ポルタ、奥が横浜新都市ビル。